# الاتصالية الوظيفية الديناميكية
تشير الاتصالية الوظيفية الديناميكية إلى ظاهرة التغير المستمر في الاتصالية الوظيفية مع مرور فترات قصيرة من الزمن. تمثل الاتصالية الوظيفية الديناميكية امتدادًا حديثًا لتحليل الاتصالية الوظيفية التقليدية الذي يفترض عادة بقاء الشبكات الوظيفية ثابتة مع مرور الوقت. تؤثر الاتصالية الوظيفية الديناميكية في مجموعة متنوعة من الاضطرابات العصبية، ويمكن اعتبارها وفقًا لبعض الافتراضات بمثابة التمثيل الأدق لشبكات الدماغ الوظيفية. يُستخدم التصوير بالرنين المغناطيسي بوصفه الأداة الأساسية لتحليل الاتصالية الوظيفية الديناميكية، على الرغم من إمكانية رصد هذه الظاهرة بواسطة عدد من الوسائط الأخرى. تمثل الاتصالية الوظيفية الديناميكية أحد التطورات الحديثة في مجال التصوير العصبي الوظيفي، إذ يكمن الدافع وراء اكتشافها في ملاحظة التباين الزمني في المجال الصاعد لأبحاث اتصالية الحالة المستقرة.

## الجدل والقيود
جادل العديد من الباحثين بأن الاتصالية الوظيفية الديناميكية عبارة عن انعكاس بسيط للتحليل، أو الماسح أو الضجيج الفيزيولوجي. قد ينشأ الضجيج في التصوير بالرنين المغناطيسي الوظيفي عن العديد من العوامل المختلفة بما في ذلك نبضات القلب، أو تغيرات الحاجز الدماغي الدموي، أو خصائص الماسح أو التأثيرات غير المقصودة للتحليل. يقترح بعض الباحثين أن التباين في الاتصالية الوظيفية في دراسات التصوير بالرنين المغناطيسي الوظيفي متوافق مع التباين الذي يمكن توقعه عند تحليل أي بيانات عشوائية. تراجع اتهام الاتصالية الوظيفية الديناميكية بقدرتها على عكس الضجيج فقط مع القدرة على رصد الأساس الكهربائي لبيانات الاتصالية الوظيفية الديناميكية في التصوير بالرنين المغناطيسي الوظيفي والصلة السلوكية لخصائص الاتصالية الوظيفية الديناميكية.
علاوة على الاتهامات المتعلقة باعتبار الاتصالية الوظيفية الديناميكية نتاجًا لضجيج الماسح، يمكن انتقاد الاتصالية الوظيفية الديناميكية المرصودة بالاستناد إلى الطبيعة غير المباشرة لتقنية التصوير بالرنين المغناطيسي الوظيفي المستخدمة لرصدها. تُجمع بيانات التصوير بالرنين المغناطيسي الوظيفي من خلال الحصول على سلسلة سريعة من صور الرنين المغناطيسي باستخدام التصوير المستوي الصدوي. يتأثر تباين هذه الصور بشكل كبير بنسبة الدم المؤكسج وغير المؤكسج. نظرًا إلى استلزام العصبونات النشطة قدرًا أكبر من الطاقة مقارنة بالعصبونات في وضع الراحة، يمكن تفسير التغيرات في التباين تقليديًا باعتبارها مقاييس غير مباشرة للنشاط العصبي. نظرًا إلى طبيعتها غير المباشرة، يمكن انتقاد بيانات التصوير بالرنين المغناطيسي الوظيفي في دراسات الاتصالية الوظيفية الديناميكية بأنها انعكاس محتمل لمعلومات غير عصبية. تلاشت هذه المخاوف في الآونة الأخيرة نتيجة رصد الارتباط بين الاتصالية الوظيفية الديناميكية عبر التصوير بالرنين المغناطيسي الوظيفي وما يتزامن معها من البيانات الفيزيولوجية الكهربائية المكتسبة.

## الأدلة الفيزيولوجية
يُعد التصوير بالرنين المغناطيسي الوظيفي الوسيلة الأساسية لدراسة الاتصالية الوظيفية الديناميكية. يفرض هذا العديد من التحديات الناجمة عن انخفاض الدقة الزمنية إلى حد ما في التصوير بالرنين المغناطيسي الوظيفي، 0.5 هرتز نموذجيًا، بالإضافة إلى اعتباره مقياسًا غير مباشر على النشاط العصبي. تشير الطبيعة غير المباشرة لتحاليل التصوير بالرنين المغناطيسي الوظيفي إلى ضرورة وجود وسيلة للتحقق من صحتها من أجل التأكد من صلة نتائج التصوير بالرنين المغناطيسي الوظيفي وعكسه النشاط العصبي.

### النهج متعدد النماذج

#### الفيزيولوجيا الكهربائية
أدى الارتباط بين الاتصالية الوظيفية الديناميكية والفيزيولوجيا الكهربائية إلى اقتراح بعض العلماء قدرة الاتصالية الوظيفية الديناميكية على عكس النتائج الديناميكية الدموية لسلوك الشبكة الديناميكية الذي يمكن رصده في تحليلات الخلية المفردة لمجموعات العصبونات المختلفة. على الرغم من أن الاستجابة الديناميكية الدموية بطيئة للغاية وغير قادرة على عكس المراسلات الفردية مع ديناميكيات الشبكة العصبية، من الممكن اعتبار الاتصالية الوظيفية الديناميكية بمثابة انعكاس قوة بعض ترددات البيانات الفيزيولوجية الكهربائية.
استُخدم تخطيط كهربية الدماغ (إي إي جي) أيضًا لدى البشر للتحقق من صحة ملاحظات الاتصالية الوظيفية الديناميكية وتفسيرها على حد سواء. يتسم تخطيط كهربية الدماغ بدقة مكانية منخفضة نظرًا إلى اقتصار قدرته على البيانات الواردة من سطح فروة الرأس، لكنه يعكس درجة واسعة من النشاط الكهربائي للعديد من العصبونات. استُخدم تخطيط كهربية الدماغ بالتزامن مع التصوير بالرنين المغناطيسي الوظيفي لحساب تباين المسح الداخلي في الاتصالية الوظيفية. استُخدم تخطيط كهربية الدماغ بشكل دائم لإثبات ارتباط تغيرات الاتصالية الوظيفية بحالات الدماغ الواسعة التي يمكن رصدها من خلال تخطيط كهربية الدماغ.

#### تخطيط مغناطيسية الدماغ
يمكن استخدام تخطيط مغناطيسية الدماغ (إم إي جي) في قياس الحقول المغناطيسية الناتجة من النشاط الكهربائي داخل الدماغ. يتميز تخطيط مغناطيسية الدماغ بدقة زمنية عالية بالإضافة إلى تميزه بدقة مكانية أعلى من تخطيط كهربية الدماغ. ما تزال دراسات حالة الراحة باستخدام تخطيط مغناطيسية الدماغ محدودة بالدقة المكانية، لكن استُخدمت هذه الوسيلة في رصد حركة شبكات حالة الراحة خلال فترات من المستويات المرتفعة والمنخفضة من الارتباط. تتوافق هذه الملاحظات مع النتائج الملحوظة في دراسات الاتصالية الوظيفية الديناميكية مثل تحليل نمط تنشيط الاتصالية الوظيفية الديناميكية.

### الأساس السلوكي
من الواضح أن الاتصالية الوظيفية الديناميكية مرتبطة إلى حد كبير مع الأداء البشري، بما في ذلك اليقظة وجوانب الانتباه. تتمثل إحدى الأفكار المقترحة والمدعومة في اعتبار سلوك الشبكة السابق لبدء المهمة بمثابة مؤشر قوي على الأداء في تلك المهمة. بشكل تقليدي، ركزت دراسات التصوير بالرنين المغناطيسي الوظيفي على حجم التنشيط في مناطق الدماغ المختلفة باعتباره مؤشرًا على الأداء، لكن أظهرت الأبحاث الحديثة إمكانية اعتبار الارتباط بين الشبكات المقاسة بتحليل النوافذ المنزلقة بمثابة مؤشر أقوى على الأداء. ثبت أيضًا أن الفروقات الفردية في تباين الاتصالية الوظيفية (إف سي في) عبر النوافذ المنزلقة داخل فحوصات التصوير بالرنين المغناطيسي الوظيفي مرتبطة بالميل نحو اختبار الألم. ارتبطت درجة تجول ذهن الفرد الخاضع للفحص بعيدًا عن المنبه الحسي أيضًا مع تباين الاتصالية الوظيفية.